# Bravvion Roy
Bravvion Roy (18 ottobre 1996) è un giocatore di football americano statunitense che milita nel ruolo di defensive tackle per i Baltimore Ravens della National Football League (NFL).

## Carriera

### Carolina Panthers
Roy al college giocò a football con i Baylor Bears dal 2016 al 2019. Fu scelto nel corso del sesto giro (184º assoluto) del Draft NFL 2020 dai Carolina Panthers. Debuttò come professionista nella settimana 1 contro i Las Vegas Raiders mettendo a segno 2 tackle. La sua stagione da rookie si chiuse con 27 placcaggi e un sack in 15 presenze.